# Songs of Norway
Songs of Norway is een verzamelalbum uitgebracht door de Noorse tak van Polygram. De compact disc is samengesteld door de Noorse Cultuurraad. Het album bevat een aantal liederen, die zijn gecomponeerd in de 19e en 20e eeuw. Het laat de geschiedenis horen en lezen van de ontwikkeling binnen koren en hun muziek. Begin 19e eeuw waren er nauwelijks mogelijkheden om gezamenlijk te zingen. Noorwegen was relatief dunbevolkt en de koren lieten alleen rijke lieden toe. Gedurende die 19e eeuw kwam er een kentering. Steeds meer componisten bemoeiden zich met die muziek, soms daarin gestimuleerd door het opkomende nationalisme in hun land, dat al eeuwen werd bestuurd door Denemarken en/of Zweden. De ontwikkeling liep parallel met de ontwikkeling binnen de Noorse literatuur met bijvoorbeeld Henrik Ibsen als voorbeeld. Die stimulans verdween met de onafhankelijkheid van Noorwegen na het verbreken van de Personele Unie met Zweden in 1905. Veel van de liederen belandden op de plank en de meeste componisten zijn alleen nog in Noorwegen (of in de Noorse “kolonie” in de Verenigde Staten) bekend.    
De uitvoerende van de liederen is Det Norske Mannskor, een koor dat samengesteld is uit diverse koren uit Trondheim, ooit hoofdstad van Noorwegen.

## Muziek
| Nr. | Titel                      | componist/tekstschrijver                       | Duur |
| --- | -------------------------- | ---------------------------------------------- | ---- |
| 1.  | Gamle Norge                | Rikard Nordraak/Bjørnstjerne Bjørnson          | 1:57 |
| 2.  | Solvet                     | Thorvald Lammers/Henrik Ibsen                  | 1:08 |
| 3.  | Vejviseren synger          | Ulrikka Fredrikke Lehmann Barth/Johan Welhaven | 2:15 |
| 4.  | Endnu et streif kun af sol | Agathe Backer-Grøndahl/Lord Henry Somerset     | 1:51 |
| 5.  | Kaares sang                | Rikard Nordraak/Bjørnstjerne Bjørnson          | 4:47 |
| 6.  | Solnedgang                 | Johan Gottfried Conradi/Franz Johannes Hansen  | 3:32 |
| 7.  | Krigssalme                 | Fredrikke Egeberg/ Gustav Adolf                | 2:45 |
| 8.  | Landkjenning               | Edvard Grieg/Bjørnstjerne Bjørnson             | 8:03 |
| 9.  | Aftonröster                | Christian Sinding/Karel XV van Zweden          | 1:42 |
| 10. | En Sangers Bøn             | Friedrich August Reissiger/Welhaven            | 1:57 |
| 11. | Fjukande skyer             | Otto Winter-Hjelm/Kristofer Janson             | 3:03 |
| 12. | Troubadouren               | Oscar Borg/Welhaven                            | 3:06 |
| 13. | Fela                       | Sigurd Lie/Sven Moren                          | 4:09 |
| 14. | Norge, Norge               | Johan Selmer/Bjørnstjerne Bjørnson             | 3:58 |
| 15. | Varde                      | Johannes Haarklou/Per Sivle                    | 5:36 |
| 16. | Solefaldssang              | Ole Olsen/Nordahl Rolfsen                      | 3:39 |
| 17. | Østerdølsmarschen          | Johan Halvorsen/Ivar Mortensson                | 2:59 |
| 18. | Haust                      | Eyvins Alnæs/Sivle                             | 1:54 |
| 19. | Ung Magnus                 | Olaus Andreas Grøndahl/Bjørnstjerne Bjørnson   | 3:04 |
| 20. | Når fjordene blåner        | Alfred Paulsen/Johan Paulsen                   | 3:24 |